# Waikerí
Los guaiqueríes son un grupo étnico aborigen de Venezuela no clasificado científicamente ,el cual, según muchos especialistas e investigaciones, es de origen warao venezolano.[cita requerida] Son una de las sociedades aborígenes más antiguas de dicho país. Su mayor concentración se localiza en el actual estado Nueva Esparta.
Alexander von Humboldt escribe en sus Viajes a las regiones equinocciales: «Los mismos guaiqueríes dicen que su idioma y el de los waraos están emparentados». Otros los consideran arahuacos, mientras que otros caribes del grupo de los cumanagotos. Según afirman dichos estudiosos, estos grupos humanos se extendían primariamente desde la cuenca del Orinoco de Delta Amacuro hasta el noroeste de lo que hoy es Venezuela.
A la llegada de los primeros exploradores europeos, el gentilicio guaiquerí en su mayor concentración radicaba en las islas de Paraguachoa (hoy Margarita), Cua Hua (hoy Cubagua) y Cochen (hoy Coche), que conforman el estado Nueva Esparta, así como en el norte del estado Sucre, en lo que se conoce como la península de Araya.

## Historia
Los aborígenes guaiqueríes fueron los primeros pobladores en ubicarse en la actual Isla de Margarita, que originariamente fue denominada por estos como Paraguachoa, que han querido traducirla, sin base lingüística alguna (Manzano y Manzano;1950), como "abundancia de peces", pero que según los investigadores, es de mayor probabilidad que, como lo reflejan las raíces cumanagotas (Paragua: Mar; Choa: Gente), haya significado "Gente de la Mar" (Montenegro, 1.983), pudiendo colocar como un defensor inocente al Fraile Francisco de Villacorta, quien en 1536 fundó en lo que hoy abarca las locaciones del Valle del Espíritu Santo y Porlamar, al "Pueblo de la Mar", por real comisión del Rey de España.

## Características
Según los describían los observadores durante la conquista, el aspecto de estos aborígenes era muy diferente al de la mayoría de las tribus caribes que se distribuían por el norte de Venezuela y las islas aledañas. Su estatura era superior a la media, llegando a describirse que los mismos podían llegar a alcanzar el metro con ochenta centímetros. Su tez era bronceada, con rasgos fuertes y pómulos resaltantes. Además de ello les era característicos una marcada fuerza muscular. Y muy probablemente una de las características que les pudo haber granjeado la buena voluntad de parte de los españoles, con respecto a otras tribus, fue su hospitalidad y pacificidad, rasgo este que no los priva de haber sido un pueblo de excelentes guerreros, que se caracterizaban por su arrojo. En vista de esta actitud, fueron considerados por los reyes de España como vasallos libres, lo que legalmente impedía que se les esclavizara. Nunca fueron sometidos al régimen de la encomienda, ni les exigieron el pago de tributos. Siempre se les tuvo una respetuosa consideración, tal como se desprende del siguiente testimonio: “Estos indios de tan buen natural que no dieron ocasión de guerra ni tampoco la hubo de castigo, no han tenido igual en el tratamiento, honra y libertades en todos los días....han hecho hazañas increíbles y como indios de tan buen valor son libres de todo tributo y servidumbre por concesión real, honrándoles el Rey en sus reales cédulas, donde los llama “mis caballeros guaiqueríes”, honra merecida por su valor y fidelidad, grande, constante y firme...”.

## Economía
Los guaiqueríes eran excelentes pescadores, basando su economía y supervivencia (como aún hoy lo hacen los margariteños) primariamente en esta actividad; también practicaron la agricultura (muy probablemente con productos vegetales traídos de la tierra firme) aprovechando la fertilidad de los valles, como el de Arichuna (San Juan Bautista), Arimacoa (Tacarigua), Charaima (El Valle del Espíritu Santo), así como también de zonas como La Sabana de Paraguachí, La Mira, entre otras locaciones, para realizar sus cultivos. Fueron diestros marinos, en sus marinerías, llegaron a alcanzar en sus piraguas todas las costas del Oriente y Centro de Venezuela, así como también el río Orinoco, llevando a cabo operaciones de trueque, con otras tribus venezolanas. Su gobierno era regido por Caciques como Charaima (su principal exponente), y también por Cacicas como "Isabel", madre de uno de los primeros mestizos de América, el Capitán Poblador Francisco Fajardo, verdadero primer fundador de lo que hoy es la ciudad de Caracas.

## Actualidad
En 1881, el historiador Andrés Level comentó: “Actualmente, no queda en Margarita ningún ejemplar de esta raza guerrera y laboriosa que constituyó una parte importante de la nación indígena venezolana”. Hoy en día, la herencia guaiquerí se encuentra comúnmente mezclada con la española y la africana en muchos margariteños. 
Sin embargo, aún existen grupos aborígenes guaiqueríes en territorio margariteño, aunque muy reducidos en número y probablemente con cierto grado de mestizaje genético. Un ejemplo de ello es la Comunidad Indígena Francisco Fajardo, ubicada en las localidades de Palguarime, Cruz Grande y El Poblado, en el municipio autónomo Santiago Mariño del Estado Nueva Esparta.